# Renan St-Juste
Renan St-Juste est un boxeur québécois né le 9 mai 1972 en Haïti. Sa fiche professionnelle est de 26 victoires (15 par KO), 4 défaites et 1 match nul. Il est gaucher et possède une portée de 25,5 pouces (soit 64,8 cm). Poids moyens, il possède son propre gymnase à Repentigny et a remporté son premier titre en carrière chez les professionnels le 29 février 2008 en devenant champion de la WBC Continental Americas. Il fait partie du groupe InterBox dirigé par Jean Bédard et Éric Lucas et il a un fils, Kristopher, avec sa femme Kama.

## Débuts
Venant d'une famille de 4 enfants, composée uniquement de garçons, Renan a toujours été le plus casse-cou de tous. Vers l’âge de 15 ans, il s'est intéressé aux arts martiaux en lisant les livres de Bruce Lee et en imitant ses mouvements. Toutefois, ce n’est qu’à l’âge de 20 ans, avec l’accord parental, qu'il a pu s'inscrire à des cours de boxe chinoise avec le très réputé maître Fernand Morneau. Ne s'étant jamais battu étant jeune, il devenait une tout autre personne dans un ring. Jusqu'à l’âge de 25 ans, Renan a accumulé les succès très rapidement, remportant divers tournois, que ce soit en boxe chinoise, en kick-boxing ou en muay-thai.

## Renommée
En 1988 et 1999, Renan St-Juste remporte le United States International Kuo Shu Tournament au Maryland, un tournoi considéré comme l’ancêtre des combats ultimes, avec plus de 20 pays représentés. Par la suite, les combats de boxe chinoise se faisant de plus en plus rares, il a alors accepté de participer à un combat de boxe amateur. Après le gala, Paul Evans, un ancien champion de boxe, l’invita à perfectionner son style; ce fut la fin de sa carrière en boxe chinoise, au grand désarroi du maître Fernand Morneau. Sous la férule de Paul Evans, Renan fit une dizaine de combats, ne s'inclinant qu'une seule fois en finale des gants d’argent contre Kenny Ngoto.
Ensuite, Mike Moffa le prit sous son aile au club Legends. Avec Mike, Renan fit environ 15 combats, dont une défaite très controversée contre Jacque-Élie Bien-Aimé en finale des gants d’or. Le système de pointage en boxe amateur n’allant pas du tout avec son style, il tenta sa chance par simple curiosité dans la boxe professionnelle, désirant effectuer un combat. Ce combat, qui marque son début dans le circuit, le 13 février 2003, s’est malheureusement soldé par un verdict nul contre David Goulet.

## Titres
Entraîné par Mike Moffa et Pietro Napolitano, Renan St-Juste est devenu champion de la WBC Continental Americas et champion d'Amérique du Nord NABA, en plus d'être classé parmi les 15 meilleurs poids moyens au monde. Le 28 mai 2010, il s'incline aux points contre Marcus Upshaw dans un combat sans titre en jeu en dix rounds mais se relance le 3 décembre en remportant le titre NABO des super moyens aux dépens de Sébastien Demers par arrêt de l'arbitre dès le second round. Plus récemment, il a perdu un furieux combat par décision contre le pugnace guerrier Francis Lafrenière. 